# Krásno nad Kysucou
Krásno nad Kysucou  è una città della Slovacchia facente parte del distretto di Čadca, nella regione di Žilina.
La prima citazione scritta della città risale al 1325.

## Amministrazione

### Gemellaggi
- Frenštát pod Radhoštěm
- Milówka